# クライスラー TV-8
クライスラー TV-8（Chrysler TV-8）とは、1950年代にクライスラー社によって設計された実験的な試作戦車である。この戦車は陸上・水上戦闘に投入でき、原子力駆動の中戦車となることが計画されていた。この設計が量産に移されることは全くなかった。

## 説明
TV-8は、ASTRONの協議の後、クライスラー社の提案の中で現れた。非従来的な戦車設計を使用したこの戦車の提案では、全乗員と機関、また弾薬庫をポッド状に成形された砲塔内部に配置している。この砲塔は軽量な車体の上に据えられており、航空輸送のために分解することができた。この戦車の全重はおよそ25tである。砲塔の重量は15t、また車体重量は10tである。
評価の後、TV-8の設計は、さらなる開発を正当化するほど、従来型の戦車設計を上回る大きな優位性があるか定かではないとの結論が下された。また1956年4月23日、TV-8および3種のASTRON提案は事実上終了となった。
燃料を補給さえすれば、半永久的に走行し続けられることが長所ではあったが、搭乗員の長時間の走行による疲労や、食料の補給のためなどに時間を費やす必要があったため、長所を生かすことができないことが発覚してしまった。また、防御面においても、原子炉が被弾し損傷を受けた際に搭乗員が被爆するなどの被害が発生する可能性が高いなど、短所がかなりあった。

### 動力
クライスラー TV-8のフェイズI設計ではグロス値にして総計300馬力のクライスラーV-8エンジンを装備しており、これは砲塔内部後方にある1基の発電機と結合していた。発電機は車体前方にある2基の電動モーターを駆動し、それぞれのモーターは幅28インチ（71.12cm）の履帯を動かした。
この戦車を動かす他の手段として、ガスタービンエンジン駆動、炭化水素を燃料とする蒸気サイクル駆動装置、核分裂反応を使用した蒸気サイクル駆動装置が考慮された。

### 攻撃能力
この戦車は砲塔内部に油圧式装填装置のついた90mm T208砲を備えて武装し、鋼製隔壁によって搭乗員から隔離された弾薬庫が砲塔後部に設けられた。
武装には2挺の.30口径同軸機銃、また砲塔上面の遠隔操作された.50口径機銃1挺が含まれる。
戦場を見渡す視野の改善、および戦術核兵器が爆発する際の閃光から乗員を保護するための処置として、監視カメラが内蔵された。

### 水陸両用性
この戦車の設計では浮航能力も得られるよう計画されており、砲塔が水密化され、水中での推進を行えるようウォータージェット推進装置が後部に備えられた。砲塔は内部及び外部シェルの二層構造で成り立っており、外部区画は中空装甲として内部を防御するよう働いていた。